# Aerandir
Aerandir es un personaje ficticio que forma parte del legendarium creado por el escritor británico J. R. R. Tolkien y que aparece en su novela póstuma El Silmarillion. Es un adan, cuya casa es desconocida. 
Es uno de los tres marineros que acompañó al peredhil Eärendil en sus viajes en busca de Aman, la tierra de los Valar. Llegó con él hasta las costas de Eldamar, pero Eärendil no le permitió pisar tierra, ni tampoco a sus otros dos compañeros, ya que no quería desatar la ira de los Valar por incumplir su Prohibición. Cuando Manwë dio su sentencia acerca de la petición de Eärendil, el maia Eönwë montó a Aerandir en un bote junto con sus dos compañeros y Manwë les llevó de regreso a las costas de Beleriand en un gran viento.

## Etimología
El nombre de Aerandir está compuesto en la lengua sindarin, algo no muy corriente, pues los edain daban nombres a sus hijos en sus propias lenguas y solo adoptaban sobrenombres en las lenguas élficas. Por ello, quizás Aerandir no sea el nombre verdadero de este adan, sino simplemente un apodo que se deba a su profesión de marinero. El nombre, que se puede traducir como "Peregrino del mar", está formado por la siguiente terminología:
- aer- : también como aear-, significa "mar".
- -randír : significa "peregrino".